# Campeonato de Moldavia de Ciclismo en Ruta
Los Campeonatos de Moldavia de Ciclismo en Ruta se organizan anualmente desde el año 1997 para determinar el campeón ciclista de Moldavia de cada año. El título se otorga al vencedor de una única carrera. El vencedor obtiene el derecho a portar un maillot con los colores de la bandera moldava hasta el Campeonato de Moldavia del año siguiente.

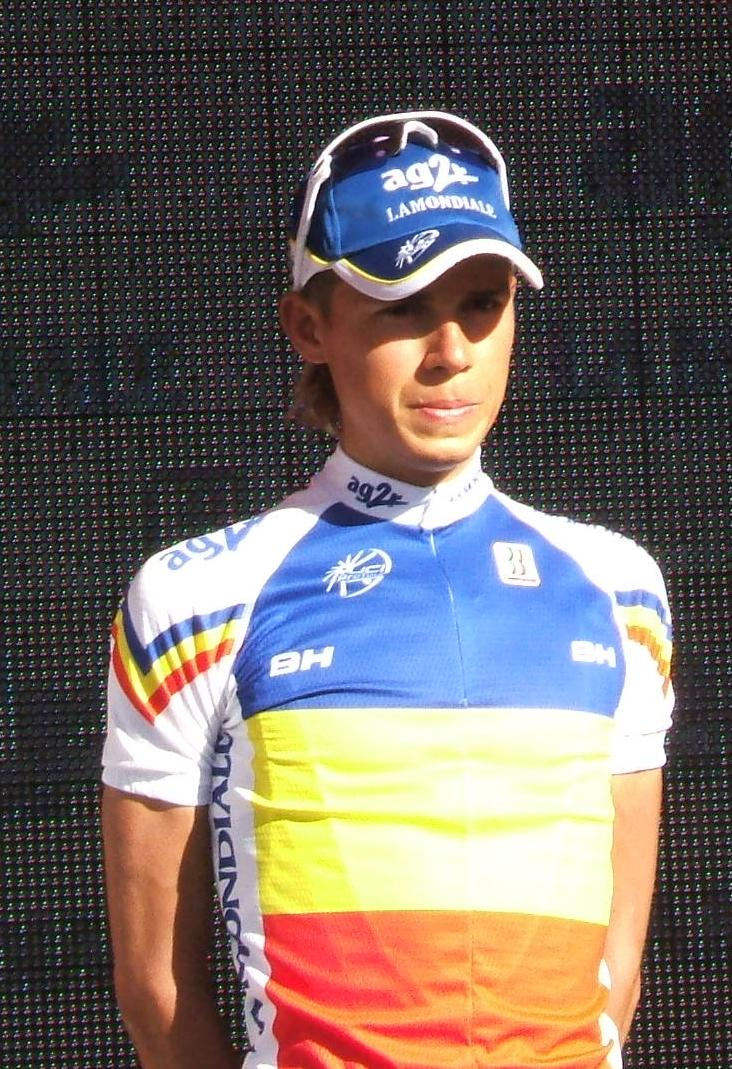
Alexandr Pliuschin con el maillot de campeón de Moldavia.

Desde 2002 hasta 2006 no se disputó.

## Palmarés
| Año       | Campeón             | Segundo             | Tercero           |
| 1997      | Ruslan Ivanov       | Igor Bonciucov      | Igor Pugaci       |
| 1998      | Ruslan Ivanov       | Igor Bonciucov      | Alexei Nazarenco  |
| 1999      | Igor Pugaci         | Dmitri Ciudacov     | Artiom Saraev     |
| 2000      | Ruslan Ivanov       | Igor Pugaci         | Igor Bonciucov    |
| 2001      | Igor Bonciucov      | Igor Pugaci         | Ruslan Ivanov     |
| 2002-2006 | No se disputó       | No se disputó       | No se disputó     |
| 2007      | Oleg Berdos         | Sergiu Catan        | Alexandr Braico   |
| 2008      | Alexandr Pliuschin  | Sergiu Cioban       | Oleg Berdos       |
| 2009      | Oleg Berdos         | Alexandr Braico     | Sergiu Catan      |
| 2010      | Alexandr Pliuschin  | Alexandr Braico     | Serghei Țvetcov   |
| 2011      | Alexandr Pliuschin  | Oleg Berdos         | Sergiu Cioban     |
| 2012      | Alexandr Pliuschin  | Sergiu Cioban       | Alexandr Braico   |
| 2013      | Alexandr Braico     | Sergiu Cioban       | Veaceslav Verciuc |
| 2014      | Sergiu Cioban       | Alexandr Braico     | Cristian Raileanu |
| 2015      | Maxim Rusnac        | Cristian Raileanu   | Nichita Lunin     |
| 2016      | Cristian Raileanu   | Maxim Rusnac        | Oleg Bimbash      |
| 2017      | Nicolae Tanovitchii | Maxim Rusnac        | Cristian Raileanu |
| 2018      | Maxim Rusnac        | Nicolae Tanovitchii | Cristian Raileanu |
| 2019      | Cristian Raileanu   | Andrei Vrabii       | Andrei Sobennicov |
| 2020      | Cristian Raileanu   | Vladislav Korotas   | Andrei Sobennicov |
| 2021      | Andrei Sobennicov   | Cristian Raileanu   | Nicolai Bumbu     |
| 2022      | Andrei Sobennicov   | Laurentiu Buianu    | Arman Garibian    |
| 2023      | Laurentiu Buianu    | Andrei Vrabii       | Semion Culicenco  |